# Filmografie
Filmografie (auch: Filmographie) bezeichnet eine Zusammenstellung der Filme, an denen ein Filmschaffender mitwirkte, etwa ein Regisseur oder Schauspieler.
Die Filmografie ist mit der Bibliografie eines Schriftstellers oder der Diskografie eines Musikers vergleichbar und kann in Form einer reinen Titelliste verfasst sein, als detailliertes Verzeichnis mit weiteren Angaben, etwa zur Rolle oder zur Produktion, oder auch als kommentierte Zusammenstellung der Filme. Sie ist wichtiger Teil der Biografie eines Filmschaffenden und erlaubt Aufschluss über die Entwicklung des Künstlers.